# Belisario Gioja
Belisario Gioja (Roma, 1829 – Roma, 10 luglio 1906) è stato un pittore italiano.

## Biografia
Fu un pittore di genere e bozzettista. Il figlio, Edoardo Gioja, fu anch'egli pittore di successo. Espose prevalentemente a Roma, Firenze, Parigi e Londra.